# LiuGong
LiuGong  eller officielt Guangxi LiuGong Machinery Co., Ltd. er en kinesisk producent af entreprenørmaskiner med hovedkvarter i Liuzhou, Guangxi.
LiuGong blev etableret i 1958 i Liuzhou.